# Дипломатически мисии на Бахрейн
Това е списък на дипломатическите мисии (без почетните консулства) на Бахрейн в света.

## Европа
- Великобритания
  - Лондон (посолство)
- Германия
  - Берлин (посолство)
- Русия
  - Москва (посолство)
- Франция
  - Париж (посолство)

## Северна Америка
- САЩ
  - Вашингтон (посолство)
  - Ню Йорк (генерално консулство)

## Африка
- Алжир
  - Алжир (посолство)
- Египет
  - Кайро (посолство)
- Мароко
  - Рабат (посолство)
- Тунис
  - Тунис (посолство)

## Азия
- Индия
  - Ню Делхи (посолство)
  - Мумбай (генерално консулство)
- Ирак
  - Багдад (посолство)
- Иран
  - Техеран (посолство)
- Йордания
  - Аман (посолство)
- Катар
  - Доха (посолство)
- Китай
  - Пекин (посолство)
- Кувейт
  - Кувейт (посолство)
- Обединени арабски емирства
  - Абу Даби (посолство)
- Оман
  - Маскат (посолство)
- Пакистан
  - Исламабад (посолство)
  - Карачи (генерално консулство)
- Сирия
  - Дамаск (посолство)
- Саудитска Арабия
  - Рияд (посолство)
  - Джида (генерално консулство)
- Япония
  - Токио (посолство)

## Междудържавни организации
- - Брюксел - ЕС
  - Женева - ООН
  - Кайро - Арабска лига
  - Ню Йорк - ООН